# Panamomops tauricornis
Panamomops tauricornis là một loài nhện trong họ Linyphiidae.
Loài này thuộc chi Panamomops. Panamomops tauricornis được Eugène Simon miêu tả năm 1881.